# Pistolet automatique modèle 1935A

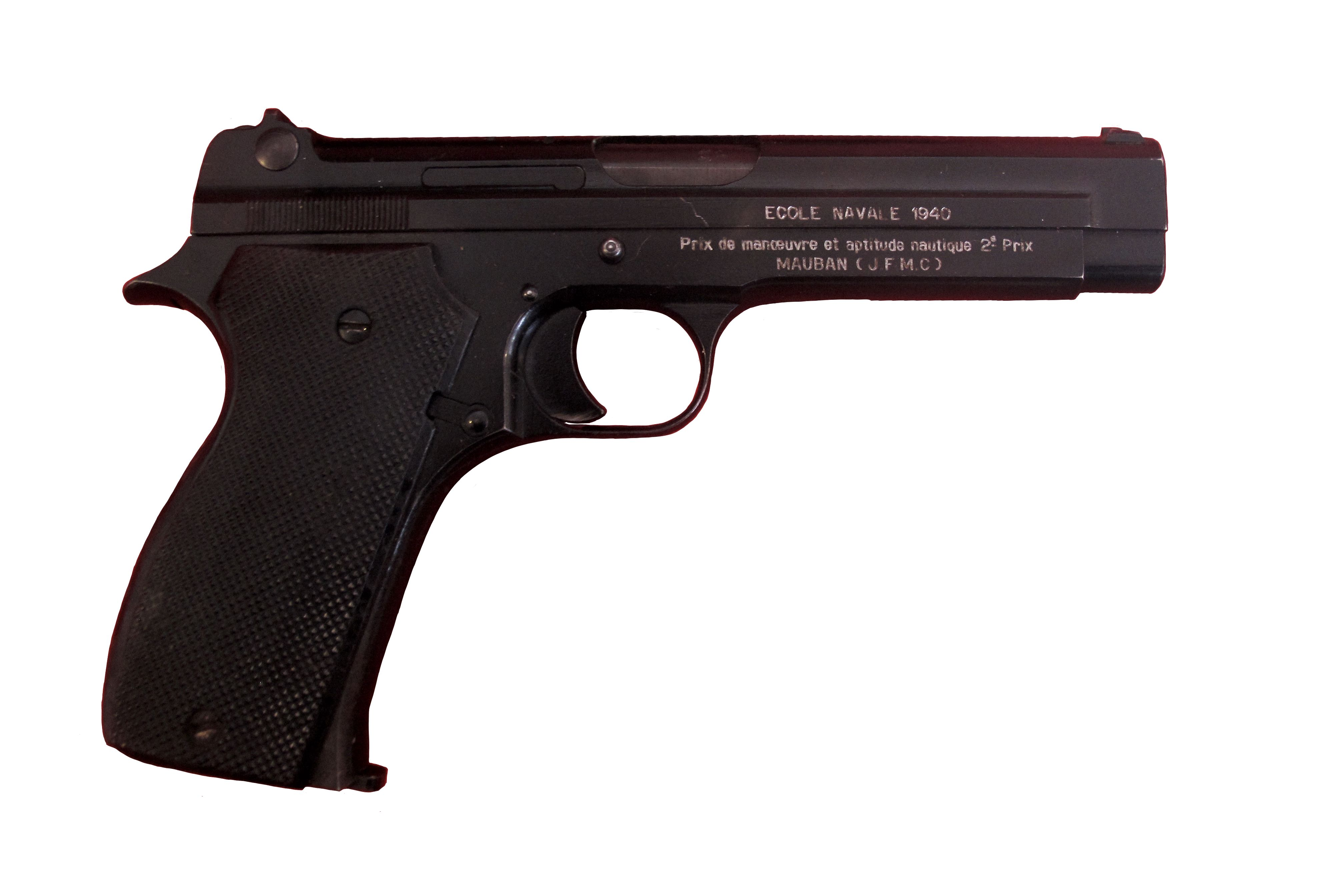
Un PA 1935A

Le pistolet automatique modèle 1935A (« A » pour Alsace) fut réglementaire dans l'Armée française de 1937 à 1962. Ses brevets rachetés par SIG donnèrent naissance au P210.

## Présentation
Conçu par l'ingénieur franco-suisse Charles Petter (capitaine dans la Légion étrangère et chevalier de la Légion d'honneur), le 1935A fut produit par l'usine de Cholet de la SACM (85 000 exemplaires). Son mécanisme est celui du Colt M1911 légèrement modifié. Il tire en simple action. Sa platine est amovible. La production du PA 35A débuta en 1937, mais de façon limitée et, après correction des défauts de jeunesse, les premières armes ne furent livrées que durant l'été 1939. Cela retarda sa mise en service et au jour de l'armistice en juin 1940 seulement 10 000 exemplaires avaient été fabriqués. L'occupant l'adopta également sous le nom de pistole 625 (f) et s'en fit livrer 24 600 entre 1940 et 1944. L'usine de Cholet en livra 50 400 neufs entre 1946 et 1950. L'arme fut également en service dans la gendarmerie nationale, les CRS et la préfecture de police de Paris et la police nationale et l’armée, souffrait uniquement d'une munition considérée comme insuffisamment puissante comparée à la concurrence à partir de 1970 .

## Données numériques
- Munition : 7,65 mm Long
- Longueur : 19,5 cm
- Canon : 11 cm
- Masse à vide : 670 g
- Chargeur : 8 cartouches

## Pour en savoir plus
- Les Armes de Poing de L'Armee française 1858-2004	par J. Huon & E. Medlin, Editions    Crepin Leblond, Avril 2005.
- Revolvers & pistolets automatiques français	par Daniel Casanova, Etai, Septembre 2015.